# 邁阿密鎮區 (堪薩斯州邁阿密縣)
邁阿密鎮區（英語：Miami Township）是位於美國堪薩斯州邁阿密縣的一個行政鎮區。

## 地方資料
邁阿密鎮區的面積為125.99平方千米，當中陸地面積為124.33平方千米，而水域面積為1.66平方千米。根據2010年美國人口普查的數據，當地共有人口537人，而人口密度為每平方千米4.26人。

## 外部連結
- US-Counties.com
- City-Data.com （页面存档备份，存于）